# Mikael Egill Ellertsson
Mikael Egill Ellertsson (Reikiavik, 11 de marzo de 2002) es un futbolista islandés. Juega de centrocampista y su equipo es el Venezia F. C. de la Serie A de Italia.

## Trayectoria
Proveniente del Fram Reykjavík, fichó por el SPAL en 2021 y debutó en Italia el 14 de agosto de 2021 en la derrota por 2-1 ante el Benevento por la Copa Italia.
El 30 de agosto de 2021 firmó un contrato por cinco años con el Spezia Calcio. Fue cedido al SPAL por el resto de la temporada.
El 26 de enero de 2023 fichó por el Venezia F. C. Dos años después, el 31 de enero de 2025, fue traspasado al Genoa C. F. C., pero continuó jugando en Venecia como cedido hasta final de temporada.

## Selección nacional
Fue internacional en categorías inferiores por Islandia.
Debutó con la selección de Islandia el 8 de octubre de 2021 ante Armenia por la clasificación para la Copa Mundial de Fútbol de 2022.

## Estadísticas
Actualizado al último partido disputado el 25 de mayo de 2025.
| Club                    | Div.          | Temporada     | Liga  | Liga  | Copas nacionales | Copas nacionales | Copas internacionales | Copas internacionales | Total | Total |
| Club                    | Div.          | Temporada     | Part. | Goles | Part.            | Goles            | Part.                 | Goles                 | Part. | Goles |
| ----------------------- | ------------- | ------------- | ----- | ----- | ---------------- | ---------------- | --------------------- | --------------------- | ----- | ----- |
| Fram Reykjavik Islandia | 2.ª           | 2018          | 8     | 0     | 2                | 0                | —                     | —                     | 10    | 0     |
| Fram Reykjavik Islandia | Total club    | Total club    | 8     | 0     | 2                | 0                | 0                     | 0                     | 10    | 0     |
| SPAL · Italia           | 2.ª           | 2021-22       | 6     | 0     | 1                | 0                | —                     | —                     | 7     | 0     |
| SPAL · Italia           | Total club    | Total club    | 6     | 0     | 1                | 0                | 0                     | 0                     | 7     | 0     |
| Spezia Calcio · Italia  | 1.ª           | 2022-23       | 11    | 0     | 2                | 0                | —                     | —                     | 13    | 0     |
| Spezia Calcio · Italia  | Total club    | Total club    | 11    | 0     | 2                | 0                | 0                     | 0                     | 13    | 0     |
| Venezia F. C. · Italia  | 2.ª           | 2022-23       | 17    | 2     | —                | —                | —                     | —                     | 17    | 2     |
| Venezia F. C. · Italia  | 2.ª           | 2023-24       | 37    | 2     | 1                | 0                | —                     | —                     | 38    | 2     |
| Venezia F. C. · Italia  | 1.ª           | 2024-25       | 36    | 2     | 0                | 0                | —                     | —                     | 36    | 2     |
| Venezia F. C. · Italia  | Total club    | Total club    | 90    | 6     | 1                | 0                | 0                     | 0                     | 91    | 6     |
| Total carrera           | Total carrera | Total carrera | 115   | 6     | 6                | 0                | 0                     | 0                     | 121   | 6     |